# Cuba's Foremost Rhythm Singer
Cuba's Foremost Rhythm Singer es el décimo quinto disco completo de la agrupación cubana que interpreta ritmos cubano, en esta placa interviene la cantante Celia Cruz, grabado en 1958. Es el vigésimo cuarto long play comercial de la Sonora Matancera. 
Contiene 12 temas, anteriormente ella había grabado con la agrupación, aproximadamente 6 placas. Después pegaron con algunos éxitos como es el caso de: Burundanga, Tu Voz, Rock and Roll entre otros éxitos.

## Temas
1. "Porqué Será" (Roberto Puentes) — 2:20
2. "El Congo" (Calixto Callava) — 2:30
3. "Mi Coquito" (Salvador Veneito) — 2:20
4. "África" (Justi Barreto) — 2:18
5. "Mi Tumba Se Rompió" (Roberto Puentes/J. Rodríguez) — 2:32
6. "Que Bella Es Cuba" (Giraldo Piloto/Alberto Vera) — 2:36
7. "La Isla del Encanto" (Justi Barreto) — 2:35
8. "Ven, Bernabé" (Santiago Ortega/Agustín Lara) — 2:50
9. "Ahí Na' Má" (Senén Suárez) — 2:34
10. "Óyeme, Aggayú" (Alberto Zayas) — 2:43
11. "Ritmo de Mi Cuba" (Silvio Contreras) — 2:47
12. "De Cuba a México" (Santiago Ortega) — 3:00

- Datos: Q5793456